# Малчин
Малчин (монг. Малчин?, ᠮᠠᠯᠴᠢᠨ?) — сомон аймака Увс, в западной части Монголии.

## Описание
Площадь сомона Малчин составляет — 4 тыс. км². Население сомона резко сокращается и составляет 2349 человек в 2010 году. Центр сомона село Цалгар находится в 1300 км от Улан-Батора, в 102 км от центрального города аймака Улаангом. Есть школа, больница, культурный и торгово-обслуживающий центры.

### Этнический состав
Большинство населения сомона составляют дербеты, баяты, хотоны и др.

### Климат
Климат резко континентальный, холодный степной климат. Ежегодные осадки 300 мм, в долинах 60—100 мм. Самый дождливый месяц — август с осадками в среднем 53 мм, а самый засушливый — март с осадками 4 мм.
В сомоне преобладает средняя температура января −22°С, средняя температура июля +24°С. Много осадков выпадает летом в виде дождя, а весной и осенью в виде снега. Зимы достаточно сухие, с небольшими снегопадами.